# 开州 (辽宁省)
开州，辽朝时设置州。属于东京道。
天显四年（929年）辽国迁移渤海国的庆州（东京龙原府，今吉林省珲春市八连城）到今辽宁省凤城市，为开州开封府，开远军节度使。开泰三年（1014年）辽圣宗讨伐高丽后，修葺开州，开州城设立开远县，废除开封府，改为镇国军节度使。天庆五年（1115年），金国占领开州，成为婆速路的一部分。辖境相当今辽宁省凤城、岫岩等市县以南至海，及朝鲜西北角地区。金废开州。